# (713) Люсциния
(713) Люсциния (лат. Luscinia) — углеродистый астероид из группы главного пояса, который был открыт 18 апреля 1911 года американским астрономом Джозефом Хелффричем в обсерватории и назван в честь латинского названия соловья.

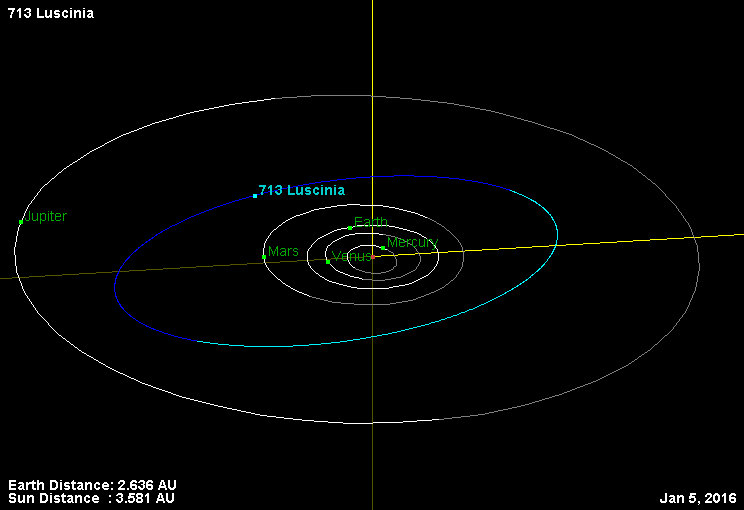
Орбита астероида Люсциния и его положение в Солнечной системе